# LWS-6 Żubr
L'LWS-6 Żubr (bisonte in lingua polacca) era un bombardiere medio bimotore ad ala alta prodotto dall'azienda polacca Lubelska Wytwórnia Samolotów di Lublino negli anni trenta.
Ebbe una fase di sviluppo particolarmente travagliata e, per quanto entrato in servizio nelle Siły Powietrzne, non divenne mai pienamente operativo.

## Storia del progetto
Il progetto del bombardiere LWS-6 Żubr nasce inizialmente presso la Państwowe Zakłady Lotnicze di Varsavia. Nel 1933 il Ministero delle Comunicazioni (Ministerstwo Komunikacji) emise un nuovo requisito relativo ad un aereo da trasporto passeggeri e posta, destinato a prestare servizio presso la compagnia di bandiera Polskie Linie Lotnicze LOT (PLL LOT). Con il nuovo aereo la PLL LOT intendeva sostituire i Fokker F.VIIB/3m allora in uso, che stavano precocemente invecchiando. Il progetto del nuovo velivolo venne realizzato dall'ingegner Zbysław Ciołkosz, e ricevette la designazione di PZL.30. Tale progetto attrasse l'attenzione delle autorità militari, tanto che nel 1933 una speciale commissione richiese lo sviluppo di una specifica versione da bombardamento. Nel 1935, quando il progetto del velivolo civile era ormai in fase di completamento, e si era avviata la costruzione del primo prototipo, la compagnia PLL LOT perse ogni interesse per l'aereo. Infatti la PLL LOT aveva deciso di acquistare aerei pressurizzati e si era rivolta al mercato americano ordinando il Lockheed Model 10 Electra e il Douglas DC-2.
Il contratto di sviluppo fu quindi annullato ed il costo del lavoro fino ad allora svolto coperto dal Ministero del Tesoro. Sulla base del progetto iniziale il Dipartimento dell'Aeronautica decise di sviluppare comunque, su suggerimento del colonnello T. Karpinski, una versione da addestramento al bombardamento, in grado di trasportare un carico bellico di 1 000 kg. Il Ministero degli Affari Militari (Ministerstwo Spraw Wojskowych) emise quindi la relativa specifica di sviluppo.
In quello stesso periodo la Państwowe Zakłady Lotnicze stava già sviluppando il progetto di un moderno bombardiere, il PZL.37 Łoś. Il progetto PZL.30 venne ritenuto dal Ministero dell'Aviazione una garanzia in caso di fallimento dell'innovativo PZL.37 Łoś e, per questo, fu dotato di una struttura più tradizionale. Il primo prototipo della versione bombardiere, designato PZL.30/I (secondo altre fonti PZL.30A), era equipaggiato con propulsori radiali statunitensi Pratt & Whitney Wasp Junior SB eroganti 406 hp (al regime di 2 000 giri/minuto) a 3 000 m azionanti eliche tripala metalliche Ratier. Il prototipo volò per la prima volta sull'aeroporto di Varsavia-Okęcie nel marzo del 1936, nelle mani del collaudatore Bolesław Orliński, solamente tre mesi prima del concorrente PZL.37 Łoś. L'aereo, primo bombardiere di progettazione interamente polacca ad aver mai volato, disponeva di un equipaggio di quattro persone e poteva trasportare, all'interno della stiva ventrale, un carico bellico offensivo di 10 bombe da 100 kg.
Dopo aver completato i previsti voli di collaudo, il prototipo fu trasferito presso l'Istituto Tecnologico per l'Aviazione (Instytut Techniczny Lotnictwa, I.T.L.) dove, tra il 24 aprile ed il 3 luglio 1936, effettuò i collaudi militari. Durante i voli di prova l'aereo fece registrare una velocità massima di 277 km/h ed una tangenza massima raggiungibile di 4 600 m.
A causa delle scarse prestazioni rilevate durante i collaudi militari, e seguendo le indicazioni fornite dall'I.T.L., l'ingegner Ciołkosz modificò fortemente il prototipo. I propulsori Pratt & Whitney Wasp Junior SB furono sostituiti con i più potenti radiali inglesi Bristol Pegasus VIIIS da 680 CV, azionanti eliche tripala metalliche a passo variabile in volo Hamilton Standard (costruite su licenza dalla PZL). In più venne adottato un carrello di atterraggio completamente retrattile, di produzione francese (Messier). Il velivolo, così modificato, ricevette la nuova designazione interna di PZL-30B/I. Quando la torretta difensiva ventrale fissa venne rimpiazzata da una retrattile a comando elettrico, l'aereo assunse la denominazione di PZL.30B/II Żubr (come detto, "bisonte" in lingua polacca).
L'aereo così modificato fu ricollaudato presso l'I.T.L. tra il 23 settembre ed il 28 ottobre dello stesso anno, venendo poi presentato ad una mostra militare tenutasi a Varsavia.
Nel corso del 1936 l'ingegner Ciołkosz si trasferì a Lublino, dove assunse la carica di direttore tecnico della Lubelska Wytwórnia Samolotów, una controllata della PZL. Il programma relativo al bombardiere PZL.30B/II fu, quindi, progressivamente trasferito sotto la totale responsabilità della L.W.S, assieme a quello del caccia leggero PZL.39. Presso tale ditta il velivolo assunse la denominazione di LWS-4. Le Siły Powietrzne decise di acquistare una piccola serie di LWS-4, emettendo un ordine per la produzione di una serie di 14 esemplari, designati LWS-4A. Con essi l'aviazione polacca intendeva equipaggiare, nel corso del 1937, due Squadron da bombardamento. L'adozione dei propulsori Bristol Pegasus VIII consentì di elevare il carico bellico trasportabile dell'LWS-4 (ex PZL.30B/II) a 1 200 kg. Tuttavia, durante l'effettuazione delle prove militari presso l'I.T.L., emersero problemi al meccanismo di retrazione del carrello di atterraggio.
Allo sviluppo del nuovo bombardiere si interessarono anche i Paesi Bassi, la Cina, la Spagna, la Grecia e la Romania.
Il primo paese ad interessarsi seriamente all'acquisto del nuovo bombardiere fu la Repubblica di Cina. La Chung-Hua Min-Kuo K'ung-Chün (aeronautica militare) chiese all'ambasciatore cinese a Berlino, dottor Fong Chian-Ten, di interessarsi al nuovo aereo. L'ambasciatore visitò più volte il prototipo del velivolo durante i collaudi effettuati presso la fabbrica costruttrice, ma a causa di problemi finanziari sorti durante i negoziati, l'ordine non venne mai formalizzato.
Subito dopo la Forțele Aeriene Regale ale României dimostrò a sua volta vivo interesse per la versione da bombardamento LWS-4, tanto da arrivare a pianificare l'acquisizione di 24 esemplari, equipaggiati con propulsori radiali francesi Gnome-Rhône 14K Mistral Major. Nel mese di novembre del 1936 una missione militare rumena giunse a Varsavia per effettuare le prove in volo, in vista dell'emissione dell'ordine definitivo di acquisto. Il 7 novembre 1936 il prototipo PZL.30B/II, a causa di difetti strutturali nell'ala, si disintegrò letteralmente in volo sopra l'aeroporto di Varsavia-Okęcie, precipitando in località Michałowicach.  Nell'incidente persero la vita l'equipaggio polacco appartenente all'I.T.L., formato dal collaudatore Jerzy Rzewnicki e dal tecnico Jerzy Szrajer, e due ufficiali rumeni presenti a bordo come osservatori, il maggiore Mihail Pantazi e l'ingegnere Roman Popescu. Nonostante i tentativi messi in atto dal governo polacco, che cercò di sminuire l'accaduto imputando l'incidente ad un errore umano del pilota collaudatore, le autorità rumene rimandarono a tempo indeterminato l'acquisto dei bombardieri, annullando di fatto il contratto di fornitura. Al loro posto venne ordinata la versione bimotore del bombardiere Savoia-Marchetti S.M.79 "Sparviero".
La tragedia di Michałowicach indusse l'aviazione polacca a fermare l'acquisto dei velivoli già in ordine, che fu bloccato a tempo indeterminato. La direzione della L.W.S. tolse la responsabilità del progetto all'ingegner Ciołkosz, cercando di dargli così un nuovo impulso. Lo sviluppo e l'eventuale costruzione degli aerei furono temporaneamente affidati alla pianificazione dell'ingegner Ryszard Bartel. Nel tentativo di prevenire la definitiva cancellazione dell'ordine il direttore amministrativo della Lubelska Wytwórnia Samolotów, Maj Sipowicz, esercitò tutta la sua influenza negli ambienti politici e militari polacchi.
La direzione della fabbrica affidò al nuovo capo progettista Jerzy Teisseyre il compito di riprogettare il velivolo. Determinata la causa dell'incidente in un problema legato alla costruzione della ali, l'azienda effettuò ricerche in tutta Europa, in cerca della miglior colla per elementi aerodinamici disponibile. L'ingegner Jerzy Teisseyre adottò rinforzi strutturali e elementi di raccordo aerodinamici per la cellula, che nell'esame delle cause dell'incidente si era rivelata particolarmente fragile a causa del cattivo amalgama di elementi metallici e lignei usati nella sua costruzione. Inoltre sul velivolo si poté utilizzare due differenti versioni dell'impennaggio di coda verticale, a doppia o singola deriva. La torretta difensiva ventrale retrattile fu eliminata.
I lavori di riprogettazione strutturale continuarono fino alla metà del 1937, quando venne avviata un'attenta analisi tecnica, al termine della quale si ritennero superati i problemi di affidabilità riscontrati in precedenza. Un prototipo della nuova versione, designato LWS-4, fu completato il 7 dicembre 1937. Le prove di volo presso l'I.T.L. (Instytut Techniczny Lotnictwa) iniziarono nel gennaio 1938, terminando nell'aprile dello stesso anno. L'ammodernamento a cui era stato sottoposto il progetto (soprattutto attraverso il rafforzamento della struttura che aveva, però, aumentato il peso a vuoto) ridusse drasticamente la capacità operativa dell'aereo. Il carico bellico offensivo trasportabile si era ridotto a 660 kg, invece dei previsti 1 200 kg. In più, a pieno carico, l'aereo non poteva operare dagli aeroporti campali, perché sul terreno morbido non era in grado di raggiungere la velocità di decollo. Queste caratteristiche lo qualificarono più come un cacciabombardiere che non come un bombardiere medio. Il contratto per la produzione dei 14 velivoli fu sbloccato verso la metà del 1938, con termine delle consegne previsto per l'inizio del 1939. La versione prodotta in serie ricevette la definitiva designazione di LWS-6 Żubr, in quanto la sigla LWS-4 fu assegnato al caccia leggero PZL.39.

## Tecnica
L'aereo era un bombardiere dotato di configurazione convenzionale, monoplano ad ala alta, di costruzione mista. La fusoliera aveva sezione rettangolare, suddivisa in due tronconi. L'impennaggio di coda presentava la deriva singola. Il carrello di atterraggio principale era completamente retrattile, con le gambe anteriori che si posizionavano all'interno della parte posteriore delle gondole dei motori, mentre il ruotino di coda era fisso.
I propulsori erano due motori radiali Bristol Pegasus VIIIS a 9 cilindri, raffreddati ad aria, eroganti la potenza di 680 CV ed azionanti eliche tripala metalliche a passo variabile in volo Hamilton Standard/PZL.
L'equipaggio era composto da quattro persone, pilota e operatore radio (seduti in tandem), puntatore-mitragliere e meccanico. L'equipaggiamento standard comprendeva: impianto per l'erogazione dell'ossigeno, radio ricetrasmittente, riscaldamento, predisposizione per il volo notturno ed impianto antincendio, sia automatico che ad azione manuale.
L'armamento si componeva di due mitragliatrici Vickers Model F calibro 7,92 mm, le Vickers ricalibrate per poter utilizzare il munizionamento 7,92 × 57 mm Mauser standard nelle forze armate polacche dell'epoca., in postazione anteriore più altre due brandeggiabili in postazione dorsale semiretrattile. Il carico massimo di bombe era pari a dieci ordigni da 100 kg, trasportati internamente alla carlinga, in una apposita stiva, oltre a due bombe da 100 kg trasportate esternamente.

## Impiego operativo
Tutti gli esemplari ordinati furono costruiti entro il 1938 Durante la produzione e i collaudi degli aerei emersero seri problemi al carrello di atterraggio azionato elettricamente, che veniva importato dalla Francia. I meccanici della Lubelska Wytwórnia Samolotów risolsero parzialmente il difetto, adottando un meccanismo che poteva renderlo fisso. A causa delle continue modifiche il costo dell'aereo divenne esorbitante, pari al 20% in più del coevo PZL P.37 Los. Nel corso del 1938 l'ingegner Teisseyre completò la progettazione di nuove ali, realizzate con l'impiego di tubi in acciaio al cromo-molibdeno. Era prevista la loro l'installazione su un velivolo di serie, per effettuare i relativi collaudi, ma ciò non avvenne mai a causa dello scoppio della guerra che pose fine ad ogni ulteriore sviluppo.
Le consegne ai reparti da bombardamento incominciarono nell'autunno del 1938. Sin dall'inizio della produzione l'aereo si era rivelato ormai obsoleto, e peggiore sotto ogni aspetto al velivolo concorrente. Gli aerei costruiti vennero destinati all'impiego presso le unità di addestramento operativo. Qui emersero tutta una serie di malfunzionamenti, come problemi all'impianto elettrico, carenze nelle apparecchiature e frequenti cedimenti strutturali che coinvolsero specialmente il carrello di atterraggio Messier, troppo spesso incapace di sorreggere il notevole peso dell'aereo. In seguito, nel tentativo di eliminare alla radice il problema, tutti i carrelli di atterraggio vennero definitivamente bloccati in posizione fissa. Impiegati solo nel ruolo di aerei da addestramento, i velivoli non ricevettero mai alcun tipo di armamento, né difensivo né offensivo.
Dopo lo scoppio della seconda guerra mondiale, nel settembre 1939, gli aerei non ebbero alcun impiego operativo. Il 1º settembre 1939 gli LWS-6 Żubr erano in servizio, suddivisi presso la Dywizjonie Szkolnym Lotnictwa Bombowego di Dęblinie, in uno Squadron sull'aeroporto di Małaszewiczach e presso il 1º Pułku Lotniczego sulla base di Okęciu. Diversi esemplari andarono distrutti durante i bombardamenti sulle basi aeree polacche, ma alcuni velivoli caddero nelle mani dei tedeschi.

### Germania
Le forze di occupazione rinvennero due bombardieri LWS-6 Żubr gravemente danneggiati sul campo d'aviazione di Malashevichi, uno senza il motore di destra a Varsavia, cinque esemplari in vari stadi di assemblaggio e uno completo sul campo di aviazione di Zaeizerzhu. Dopo le riparazioni gli aerei entrarono in servizio presso la scuola di volo senza visibilità di Schleißheim. Frammenti di aerei vennero usati come oggetti di scena durante le riprese del film "Kampfgeschwader Lutzow" nel 1940.  Paradossalmente le unità di addestramento della Luftwaffe impiegarono utilmente gli LWS-6 fino a tutto il 1942. Infatti, in quell'anno, almeno un aereo era ancora operativo presso la Blindflugschule di Schleißheim.

## Versioni
- PZL.30/I: primo prototipo, costruito dalla Państwowe Zakłady Lotnicze dotato di propulsori Pratt & Whitney Wasp Junior SB da 406 hp.
- PZL.30B/I: il primo prototipo rimotorizzato con i propulsori radiali Bristol Pegasus VIII da 680 CV (500 kW).
- PZL.30B/II: il primo prototipo dopo l'adozione della torretta difensiva ventrale retrattile.
- LWS.4: nuovo prototipo costruito interamente dalla Lubelska Wytwórnia Samolotów, successivamente designato LWS.4A Bison
- LWS.5: versione idrovolante da bombardamento marittimo, non realizzata. Nel 1937 Maj Sipowicz, direttore della LWS e strenuo fautore della razionalizzazione dei metodi di produzione e dei piani industriali, persuase l'aviazione navale polacca a sviluppare una versione idrovolante da aerosiluramento e bombardamento dell'LWS.4, designata LWS-5. Per sviluppare tale versione l'aviazione navale decise di cancellare lo sviluppo dell'idrovolante Lublin R-XXA (LWS-1) progettato dall'ingegner Jerzy Rudlicki. L'ordine di l'acquisto per sei R-XXA fu trasformata in una lettera d'intento per sei LWS.5. Il nuovo aereo doveva adottare due propulsori Bristol Pegasus III, eroganti 750 hp, espressamente richiesti dall'aviazione navale. A causa dei numerosi problemi incontrati nello sviluppo dell'LWS-6 e per il suo basso carico bellico trasportabile, l'aereo fu rifiutato dalla Marina militare, che ordino gli idrovolanti italiani CANT Z.506 Alcione. I lavori di costruzione del prototipo vennero annullati nel 1938. L'aereo doveva adottare gli stessi galleggianti corti del prototipo del Lublin R-XX.[1]
- LWS-6:  versione di serie, prodotta in quattordici esemplari dalla Lubelska Wytwórnia Samolotów di Lublino, dotata di cellula rinforzata e deriva di coda in un solo pezzo. Caratteristiche tecniche: 2 motori radiali Bristol Pegasus VIIIS a 9 cilindri, raffreddati ad aria, eroganti la potenza di 680 CV; apertura alare 18,50 m; lunghezza 15,40 m; altezza 3,50 m, superficie alare 49,50 m2; peso a vuoto 4 788 kg, massimo al decollo 6 876 kg; velocità massima 380 km/h a 4 500 m, di crociera 300 km/h a 4 500 m; carico alare 138,9 kg/mq; rapporto peso:potenza 5,1 kg/hp; autonomia 1 250 km; tangenza 8 000 m; armamento su 2 mitragliatrici Vickers Model F da 7,92 mm in torretta anteriore ad azionamento elettrico, 2 mitragliatrici Vickers Model F da 7,92 mm in torretta dorsale;  440-660 kg di bombe.[1]

## Utilizzatori
Germania
- Luftwaffe

 Polonia
- Siły Powietrzne